# Kazuhiro Koshi
Kazuhiro Koshi (jap. 越 和宏, Koshi Kazuhiro; * 23. Dezember 1964 in Ōtaki, Landkreis Kiso, Präfektur Nagano) ist ein japanischer Skeletonfahrer.

## Leben
Kazuhiro Koshi studierte wie sein späterer Vereinskamerad Hiroatsu Takahashi Sportwissenschaft an der Universität Sendai.
Er gab sein internationales Debüt als 29. bei den Weltmeisterschaften 1993 in La Plagne. Im Dezember des Jahres startete er in Winterberg erstmals im Skeleton-Weltcup, wo er 23. wurde. Im Januar 1995 fuhr er in Altenberg als Zehnter und in Igls als Achter erstmals unter die besten Zehn. Im Dezember 1999 gewann er auf seiner Heimbahn in Nagano sein erstes Weltcuprennen. Zwei Jahre später gewann er dort erneut. In der Saison 1997/98 sowie erneut 2000/01 wurde Koshi Zweiter im Gesamtweltcup, 2002/03 Dritter.
Bei den Olympischen Winterspielen 2002 in Salt Lake City fuhr er auf den achten Platz. Vier Jahre später wurde er in Turin Elfter. An Skeleton-Weltmeisterschaften nahm Koshi dreizehn Mal teil. Beste Platzierung war ein vierter Platz bei den Weltmeisterschaften 2003 in Nagano. In den Jahren von 1998 bis 2001, 2005, 2007 und 2008 war er sieben Mal japanischer Skeletonmeister. Mit der Teilnahme an 13 Weltmeisterschaften und fast 70 Weltcuprennen gehört der Japaner zu den profiliertesten aktiven Athleten seiner Sportart.
2010 gehörte er neben Shinsuke Tayama und Nozomi Komuro zur Skeleton- und Bobsport-Auswahl Japans bei den Olympischen Winterspielen 2010 in Vancouver mit Masaru Inada, der an derselben Universität studierte, als Coach.
Nach seinem 20. Platz in Vancouver gab er seinen Rücktritt bekannt.